# Yura
Yura (Jura, Yora, Parquenahua; njihov vlastiti naziv Nahua ili Nawa znači  'ljudi' ), pleme američkih Indijanaca porodice panoan s gornjeg toka Manú, donje Cashpajali i Panagua u parku Manú u Peruu (departman Ucayali), i dijelom van parka uz gornji tok rijeke Mishahua, Urubamba i Putaya. Jezično su srodni plemenima Yaminahua i Sharanahua. Populacija im iznosi 350 do 400 (1998 SIL). Godine 1990. za potrebe zaštite plemena Nahua, Nanti, Machiguenga i drugih osnovan je park Nahua Kugapakori.